# Rostrolaetilia
Rostrolaetilia is een geslacht van vlinders van de familie snuitmotten (Pyralidae), uit de onderfamilie Phycitinae.

## Soorten
- R. ardiferella Hulst, 1888
- R. coloradella Blanchard & Ferguson, 1975
- R. eureka Blanchard & Ferguson, 1975
- R. minimella Blanchard & Ferguson, 1975
- R. nigromaculella Hulst, 1900
- R. pinalensis Blanchard & Ferguson, 1975
- R. placidella Barnes & McDunnough, 1918
- R. placidissima Blanchard & Ferguson, 1975
- R. texanella Blanchard & Ferguson, 1975
- R. utahensis Blanchard & Ferguson, 1975